# Liste der Kardinalpriester von Sant’Eusebio
Folgende Kardinäle waren Kardinalpriester von Sant’Eusebio (lat. Titulus Sancti Eusebii):
- Pascasius (belegt 499)
- Donus (belegt 595)
- Stephanus (belegt 745)
- Teopemptus (belegt 761)
- Quirinius (belegt 853)
- Johannes (belegt 869)
- Robert de Paris (1100–1112 und wieder 1123)
- Johannes (1116–1122)
- Amatus (belegt 1131–1136), ernannt von Gegenpapst Anaklets II.
- Ruggiero di San Severino (1180–1221)
- Nicolas de Fréauville, OP (1305–1323)
- Raymond de Mostuéjouls OSB (1327–1335)
- Étienne de Poissy (1368–1373)
- Guglielmo di Sanseverino (1378)
- Francesco Moricotti Prignani Butillo (1378–1383)
- Aymeric de Magnac (1383–1385), ernannt von Gegenpapst Clemens VII.
- Amaury de Lautrec (1385–1390), ernannt von Gegenpapst Clemens VII.
- Alamanno Adimari (1411–1422), ernannt von Gegenpapst Johannes XXIII.
- vakant (1422–1426)
- Henry Beaufort Lancaster (1426–1447)
- Astorgio Agnesi (1448–1451)
- Richard Olivier de Longueil (1456–1470)
- Oliviero Carafa (1470–1476); in commendam (1476–1511)
- Pietro Accolti (1511–1523); in commendam (1523–1527)
- Benedetto Accolti (1527–1549)
- Francisco Mendoza de Bobadilla (1550–1566)
- Antonio Carafa (1568–1573)
- vakant (1573–1583)
- Antonio Carafa (1583–1584)
- Giulio Canani (1584–1591)
- vakant (1591–1596)
- Camillo Borghese (1596–1599), später Papst Paul V.
- Arnaud d'Ossat (1599–1604)
- Ferdinando Taverna (1604–1619)
- Jean de Bonsi (1621)
- Marco Antonio Gozzadini (1621–1623)
- Lucio Sanseverino (1623)
- Giacomo Cavalieri (1626–1629)
- Giovanni Battista Pamphilj (1630–1644), dann Papst Innozenz X.
- Girolamo Grimaldi (1644–1655)
- Nicolò Guidi di Bagno (1657–1663)
- vakant (1663–1668)
- Paolo Emilio Rondinini (1668)
- Carlo Gualterio (1669–1673)
- Camillo Massimo (1673–1676)
- vakant (1676–1689)
- Piero Bonsi (1689–1703)
- Francesco Martelli (1706–1717)
- Imre Csáky (1721–1732)
- Pompeio Aldrovandi (1734–1752)
- Enrico Enriquez (1754–1756)
- vakant (1756–1762)
- Jean-François-Joseph Rochechouart de Faudoas (1762–1777)
- Guglielmo Pallotta (1777–1782)
- Giovanni Andrea Archetti (1785–1800)
- Giuseppe Firrao (1801–1830)
- Paolo Polidori (1834–1839)
- Titel abgeschafft 1839
- Titel wiederhergestellt 1877
- Johann Baptist Rudolf Kutschker (1877–1881)
- Domenico Agostini (1882–1886)
- Cölestin Josef Ganglbauer OSB (1886–1889)
- Joseph Alfred Foulon (1889–1893)
- Benito Sanz y Forés (1893–1895)
- Antonio María Cascajares y Azara (1896–1898)
- Agostino Richelmy (1899–1911)
- János Csernoch (1914–1927)
- Carlo Dalmazio Minoretti (1929–1938)
- Juan Gualberto Guevara (1946–1954)
- Franz König (1958–2004)
- Daniel DiNardo (seit 2007)